# Rui Zink

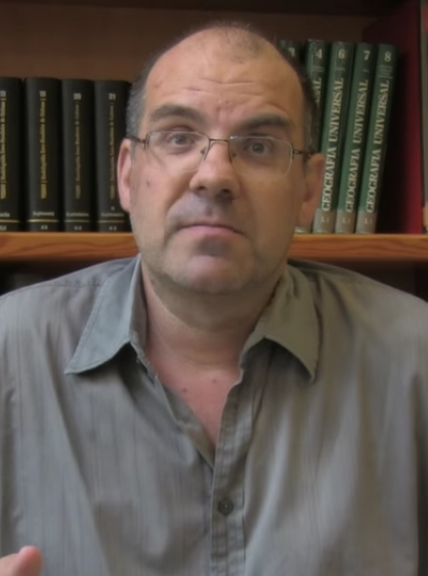
Rui Zink, 2015

Rui Barreira Zink (* 16. Juni 1961 in Lissabon, Portugal) ist ein portugiesischer Schriftsteller. Er ist vor allem als Romancier bekannt, aber auch als Übersetzer, Dramatiker, Kinderbuchautor und Erzähler tätig und lehrt an der Universidade Nova in Lissabon. 

## Leben
Rui Zink wurde in Lissabon geboren. Er studierte an der Universidade Nova in Lissabon Lusitanistik und ist dort bis heute als Dozent tätig. Sein Debüt als Schriftsteller hatte er 1986 mit dem Roman Hotel Lusitano (1998 von Martin Amanshauser ins Deutsche übersetzt). 1990 war er für ein Jahr Lektor für Portugiesische Literatur an der Universität Michigan, promovierte 1997 als erster in Portugal über Graphic Novel und lehrte 2009–2010 noch einmal als Gastdozent an der Universität Massachusetts. Er gilt außerdem als einer der Pioniere der "creative-writing"-Kurse in Portugal.
Seit der von ihm mitorganisierten Ausstellung "Pornex84" im Mai 1984 und anderer Aktivitäten mit der Aktionsgruppe Felizes da Fé in den 1980er und 1990er Jahren galt Rui Zink lange als literarischer und künstlerischer Provokateur. Mitte der 1990er Jahre wurde er einem größeren Publikum durch Auftritte in der satirischen Fernsehsendung A noite da má língua bekannt. 
Er veröffentlichte bislang an die 40 Bücher, darunter mehrere Graphic Novels mit António Jorge Gonçalves, Erzählungen, Essaybände, Libretti und auch Kinderbücher, sowie im Sommer 2001 den ersten portugiesischen Internetroman Os Surfistas (Dt.: Afghanistan. Übers.: Martin Amanshauser). 2011 wurde sein erster Roman Hotel Lusitano in einer Jubiläumsausgabe neu aufgelegt. 2005 erhielt er für Dádiva Divina den Prémio Pen-Clube Português. Die 2012 erschienene Novelle A Instalação do Medo (Dt.: Die Installation der Angst, 2016) wurde 2013 von Jorge Listopad als Theaterstück inszeniert und kam 2016, unmittelbar nach Erscheinen der deutschen Übersetzung im Theaterhaus TIG7 Mannheim sowie 2019 am Theater Bonn auf die Bühne. 2016 wurde A Instalação do Medo von Ricardo Leite verfilmt. 
Rui Zink wurde in zahlreiche Sprachen übersetzt, unter anderem ins Deutsche, Hebräische, Rumänische, Serbische, Bengalische, Kroatische, Französische, Englische, Japanische, Italienische, Russische und Bulgarische. 
Als Übersetzer übertrug er die Werke von Matt Groening, Saul Bellow und Richard Zenith ins Portugiesische.

## Auszeichnungen
- Prémio Pen Clube Português, 2005.

## Werk (Auswahl)
- Hotel Lusitano. Roman 1986 (Deutsch: Hotel Lusitano. Übers.: Martin Amanshauser Deuticke 1998).
- A realidade agora a cores. Prosa 1988.
- Homens Aranha. Prosa 1994.
- Apocalipse Nau. Roman 1996 (Deutsch: Apokalüpse Nau. Übers. Martin Amanshauser. Deuticke 1999).
- A arte suprema. Graphic Novel (mit António Jorge Gonçalves), 1997.
- A espera. Roman 1998.
- O halo casto (Comic), (mit Luís Louro), 1999
- O suplente. Roman 2000.
- Os surfistas. Roman, 2001 (Deutsch: Afghanistan! Übers.: Martin Amanshauser. Deuticke 2002).
- Major Alverca. Gesammelte Prosa und Cartoons (mit Manuel João Ramos), 2003.
- Dádiva divina. Roman, 2004.
- A palavra mágica e outros contos. Kurzprosa, 2005.
- Anibaleitor. Roman, 2006.
- Luto pela felicidade dos portugueses. Crónicas 2007.
- Rei. Graphic Novel (mit António Jorge Gonçalves) 2007.
- O destino turístico. Roman, 2008.
- O amante é sempre o último a saber. Roman, 2011.
- A instalação do Medo. Roman, 2012. (Deutsch: Die Installation der Angst. Übers.: Michael Kegler. Weidle Verlag 2016.) Als Theaterstück aufgeführt am TiG7, Mannheim 2016 sowie am Theater Bonn 2019.
- A metametamorfose e outas fermosas morfoses. Kurzprosa, 2014
- Osso. Novelle, 2015
- O livro sagrado da factologia. 2017.
- Manual do bom fascista. 2019